# Diocèse de Ciudad Real
Le diocèse de Ciudad Real (en latin : Dioecesis Civitatis Regalensis ; en espagnol : diócesis de Ciudad Real) est une Église particulière de l'Église catholique en Espagne.
Érigé en 1875, le prieuré ou priorat des Ordres militaires (en espagnol : priorato de las Órdenes militares) était une prélature territoriale administrée par un prieur et dont le territoire couvrait celui de la province civile de Ciudad Real. Exempte, elle relevait immédiatement du Saint-Siège. 
En 1980, le prieuré est élevé au rang de diocèse, sous son nom actuel. Suffragant de l'archidiocèse métropolitain de Tolède, il relève de la province ecclésiastique de Tolède.

## Territoire
Le territoire du diocèse de Ciudad Real couvre les cent deux municipalités de province civile de Ciudad Real.
Il a été créé à partir de territoires dépendants de l'archevêché de Tolède et des ordres militaires de Calatrava, San Juan et Santiago. Pour cette raison, l'évêque de Ciudad Real porte le titre de prieur des ordres militaires.
En 2024, il comprend cent soixante-trois paroisses.
Jusqu'à la création du titre d'évêque de Ciudad Real en 1980, les titulaires du diocèse recevaient le titre d'« évêque de Dora ».

## Histoire
La promulgation solennelle de la bulle a eu lieu dans la cathédrale le 19 mars 1981.
Le concordat signé à Madrid, le 16 mars 1851, prévoyait l'érection d'un nouveau diocèse ayant son siège à Ciudad Real et suffragant de l'archidiocèse métropolitain de Tolède. Il prévoyait, d'autre part, la création d'un prieuré des ordres militaires.
Par la lettre apostolique Ad Apostolicam du 18 novembre 1875, le pape Pie IX érige la prélature territoriale de Cuidad Real. Sa juridiction couvre les ordres militaires espagnols : l'ordre de Santiago, l'ordre de Calatrava, l'ordre de Montesa et l'ordre d'Alcántara. La prélature est exempte et relève immédiatement du Saint-Siège. Son territoire comprend des paroisses qui relevaient de l'archidiocèse de Tolède et des diocèses de Cordoue et de Cuenca.
Par la constitution apostolique Episcopus titulo Doritanus du 4 février 1980, le pape Jean-Paul II élève la prélature territoriale au rang de diocèse suffragant de l'archidiocèse métropolitain de Tolède. Par la constitution Constat militarium du même jour, Jean-Paul II en donne la description.

## Évêques
| Depuis | jusqu'à | Nom                                  | Né le | Décédé le |
| ------ | ------- | ------------------------------------ | ----- | --------- |
| 1876   | 1882    | Victoriano Guisasola y Rodríguez     | 1821  | 1888      |
| 1882   | 1884    | Antonio María Cascajares y Azara     | 1834  | 1901      |
| 1886   | 1898    | José María Rancés y Villanueva       | 1842  | 1917      |
| 1898   | 1904    | Casimiro Piñera y Naredo             | 1837  | 1904      |
| 1905   | 1914    | Remigio Gandasegui y Gorrochategui   | 1871  | 1937      |
| 1914   | 1922    | Francisco Javier de Irastorza Loinaz | 1875  | 1943      |
| 1922   | 1936    | Narciso de Estenaga y Echevarría     | 1882  | 1936      |
| 1942   | 1954    | Emeterio Echeverría Barrena          | 1880  | 1954      |
| 1955   | 1976    | Juan Hervás Benet                    | 1905  | 1982      |
| 1976   | 2003    | Rafael Torija de la Fuente           | 1927  | 2019      |
| 2003   | 2016    | Antonio Ángel Algora Hernando        | 1940  |           |
| 2016   | 2025    | Gerardo Melgar Viciosa (es)          | 1948  |           |
| 2025   | Actuel  | Abilio Martínez Varea (es)           | 1964  |           |